# Dobroslava
Dobroslava (hongrois : Dobroszló) est un village de Slovaquie situé dans la région de Prešov.

## Histoire
Première mention écrite du village en 1600.

## Démographie

### Évolution de la population
| Année:               | 1994. | 2004.    | 2014.    | 2024. |
| -------------------- | ----- | -------- | -------- | ----- |
| Nombre de personnes: | 56    | 39       | 28       | 49    |
| Différence:          |       | -30,35 % | -28,20 % | +75 % |

| Année:               | 2023. | 2024. |
| -------------------- | ----- | ----- |
| Nombre de personnes: | 50    | 49    |
| Différence:          |       | -2 %  |